# Iwan Petrowitsch Martos

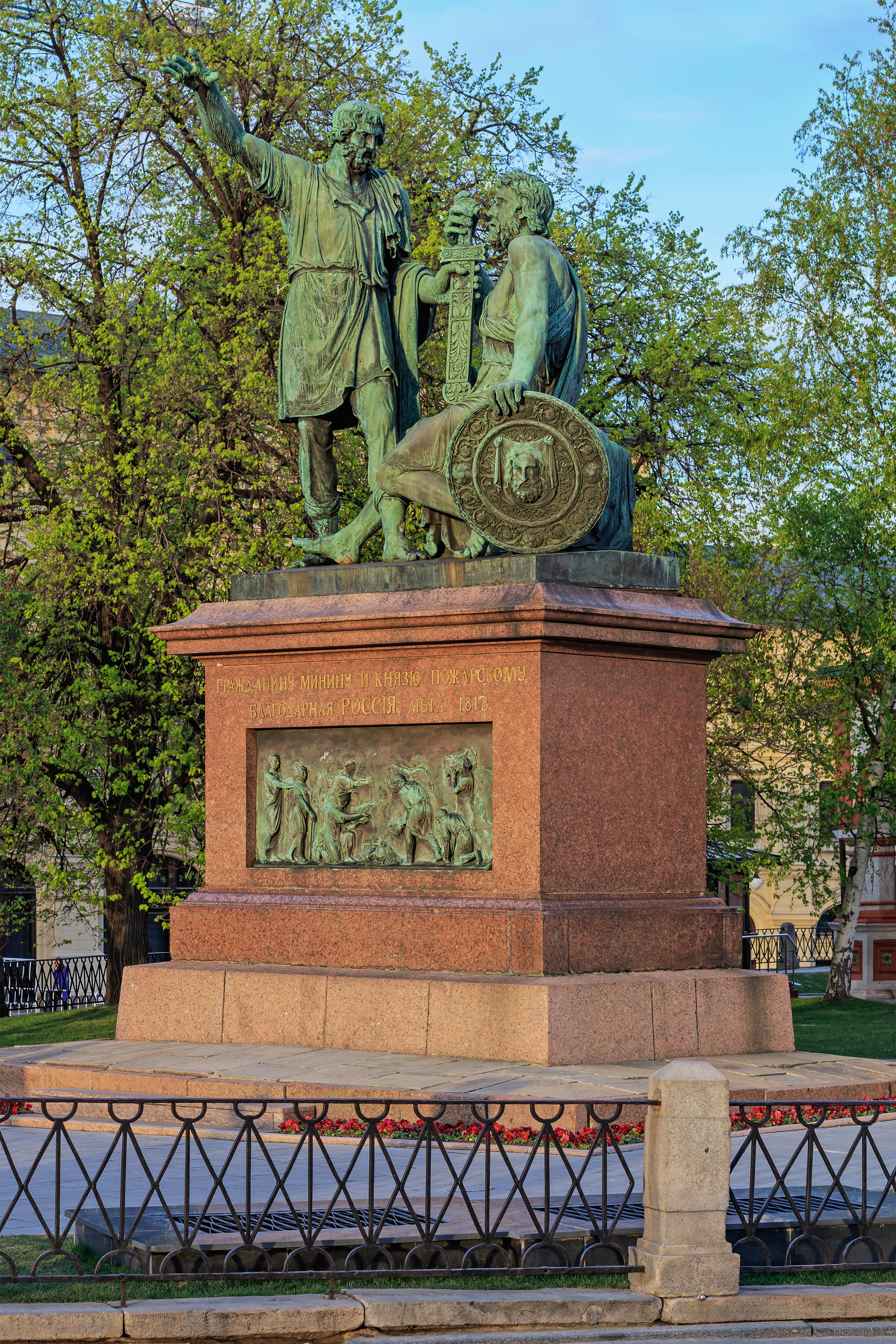
Das Denkmal für Minin und Poscharski von Iwan Martos, 1804–1818

Iwan Petrowitsch Martos (russisch Иван Петрович Мартос; * 1754 in Itschnja, heute Ukraine; † 5. Apriljul. / 17. April 1835greg. in Sankt Petersburg) war ein russischer Bildhauer.

## Leben und Werk
Martos besuchte von 1764 bis 1773 zunächst die Russische Kunstakademie, danach reiste er nach Rom und lernte bei Pompeo Batoni, Anton Raphael Mengs und Bertel Thorvaldsen. Martos galt als einer der bedeutendsten Vertreter der russischen und ukrainischen Bildhauerei zur Zeit Alexanders I. Er schuf viele Grab- und Denkmäler, angelehnt an den Stil des Klassizismus. Eines seiner bekanntesten Werke ist das Minin-und-Poscharski-Denkmal vor der Basilius-Kathedrale auf dem Roten Platz in Moskau (Postament von Samson Suchanow). Michail Krylow war einer seiner Schüler.